# Keith Moffatt
Keith Moffatt (auch Henry Keith Moffatt), (* 12. April 1935 in Edinburgh) ist ein britischer mathematischer Physiker.
Moffat studierte an der University of Edinburgh (Bachelor-Abschluss 1957) und danach am Trinity College der Universität Cambridge, wo er 1960 den Smith-Preis gewann und 1962 bei George Keith Batchelor über magnetohydrodynamische Turbulenz promoviert wurde. 1961 wurde er Fellow des Trinity College und Assistant Lecturer in der Fakultät für Mathematik. 1964 wurde er Lecturer und später Tutor. 1977 ging er als Professor für Angewandte Mathematik an die University of Bristol. Ab 1980 war er Professor für Mathematische Physik in Cambridge und erneut Fellow des Trinity College. 1992 bis 1999 war er Gastprofessor an der École polytechnique und 2001 bis 2003 war er Blaise Pascal Professor an der École normale supérieure in Paris. 1996 bis 2001 war er Direktor des Isaac Newton Institute in Cambridge als Nachfolger von Michael Atiyah, und heute ist er dort Senior Fellow.
Er beschäftigt sich mit Hydrodynamik, speziell Magnetohydrodynamik und Theorie der Turbulenz. Nach ihm sind Moffattwirbel (1964) benannt.
Er ist Mitglied der Royal Society (1986), deren Hughes-Medaille er 2005 erhielt, der Royal Society of Edinburgh (1987), seit 1998 der französischen und seit 1991 niederländischen Akademie der Wissenschaften, seit 1994 der Academia Europaea und seit 2001 der Accademia dei Lincei. 2005 erhielt er den Senior-Whitehead-Preis. Er ist Offizier der Palmes Academiques. 2003 wurde er Fellow der American Physical Society, 2008 Mitglied der National Academy of Sciences. 2009 erhielt er die David Crighton Medal, 2018 den Hydrodynamik-Preis der American Physical Society.

## Schriften
- Magnetic Field Generation in Electrically Conducting Fluids, Cambridge University Press 1978